# Dominique Joba
Dominique Joba est un général français de la Révolution et de l’Empire, né le 19 novembre 1759 à Corny en Moselle et mort le 6 septembre 1809 lors du siège de Gérone.

## Biographie

### Du garde wallon au général de brigade
Dominique Joba naît le 19 novembre 1759, à Corny, village des Trois-Évêchés. Engagé dans les gardes wallonnes au service de l'Autriche, il est promu enseigne en 1777, avant de servir en Silésie. Il participe au siège de Belgrade (1789) (en).
Garde national du département de la Moselle, il est promu capitaine dans la Légion du Nord en juillet 1792. Adjudant-général chef de brigade en novembre 1793, il participe activement à la guerre de Vendée. Il est promu général de brigade à l’armée des côtes de Brest le 18 août 1794, il sert dans l’armée de la Moselle, puis dans l’armée de Rhin-et-Moselle en 1795. il est fait prisonnier en 1796, il reprend du service en janvier 1798, comme chef d’escadrons de gendarmerie. Affecté à l'armée du Rhin, il retrouve son grade de général de brigade en septembre 1799. Il sert à Engen en mai 1800, puis à Ampfing et à Hohenlinden, en décembre 1800.

### Tué en Espagne
Promu au grade de commandeur de la Légion d'Honneur le 14 juin 1804, il est affecté à l'armée des Pyrénées-Orientales en juillet 1808. Il sert ensuite dans l’armée d’Espagne, durant la guerre de la péninsule Ibérique, et il est tué lors du siège de Gérone le 6 septembre 1809,.

## Famille
Il est le grand-oncle du général Joseph Ernest Joba, l’intendant de Metz.

## Distinctions
- Commandeur de la Légion d'honneur, le 14 juin 1804[2];